# Fagne-Famenne

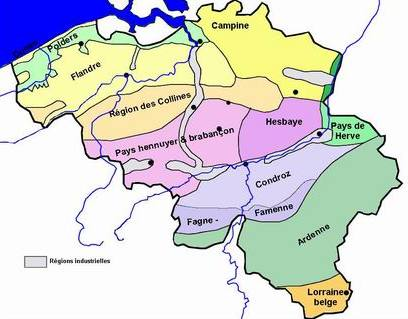
de locatie van de Fagne-Famenne

De Fagne-Famenne is een streek in België tussen de Condroz en de Calestienne. Ze wordt vaak opgesplitst in twee gebieden: de Fagne ten westen van de Maas en de Famenne ten oosten.
Het reliëf is dat van een lager gelegen gebied ten zuiden van de Condroz en ten noorden van de Calestienne. De hoogte is beperkt tussen 160 en 250 m. De overgang van de Condroz naar de Famenne is goed te merken in het landschap, langs de weg tussen Dinant en Beauraing. Tussen de dorpen Feschaux en Baronville daalt de weg gedurende een kilometer duidelijk. Men heeft een duidelijk overzicht op de Famenne. De streek is op sommige plaatsen slechts enkele kilometers breed.
De geologische opbouw kenmerkt zich door het voorkomen van schistgesteente, zoals deze uit de formatie van de Famenne, daterend uit het Boven - Devoon, ongeveer 370 miljoen jaar geleden. Dat gesteente verweert makkelijker dan deze uit de Condroz,en daarom is het reliëf globaal lager gelegen.
Speciaal is nog het voorkomen van kleinere zones met kalksteen, zoals gevonden in de formatie van Neuville, daterend uit het Boven - Devoon. Deze bijmenging van kalksteen werd lange tijd ontgonnen. Deze kalksteen is gekend onder de naam "rode of grijze marmer". Echter, het betreft hier zeker geen marmer, het is gewoon kalksteen die soms sterk dooraderd is, en daarom op marmer lijkt.